# Zadlaz-Žabče
Zadlaz-Žabče – wieś w Słowenii, w gminie Tolmin. W 2018 roku liczyła 38 mieszkańców.